# Demssew Tsega
Demssew Tsega (* 13. März 1988) ist ein äthiopischer Marathonläufer.
Bei den Straßenlauf-Weltmeisterschaften 2006 in Debrecen kam er auf den 20. Platz und gewann mit der äthiopischen Mannschaft Bronze. 2008 wurde er Siebter bei den World’s Best 10K und gewann den Saint-Denis-Halbmarathon.
2011 gewann er bei seinem Debüt über die 42,195-km-Distanz den Reims-Marathon. 2012 wurde er jeweils Dritter beim Houston-Marathon und beim Rom-Marathon.

## Persönliche Bestzeiten
- 5000 m: 13:40,05 min, 8. Juni 2007, Villeneuve-d’Ascq
- 20-km-Straßenlauf: 28:24 min, 24. Februar 2008, San Juan
- Halbmarathon: 1:03:22 h, 19. Oktober 2008, Saint-Denis
- Marathon: 2:09:44 h, 16. Oktober 2011, Reims